# Tomnatic
Tomnatic (en hongrois : Nagyősz, en allemand : Triebswetter) est une commune du județ de Timiș en Roumanie.